# Patagonotothen brevicauda shagensis
Patagonotothen brevicauda shagensis és una subespècie de peix pertanyent a la família dels nototènids.

## Descripció
- Pot arribar a fer 15,6 cm de llargària màxima.
- Cos gris amb set o vuit bandes transversals.
- Part superior del cap fosca.
- Dues o tres ratlles fosques a les galtes.
- Aletes de color groc o groc llimona, les quals esdevenen més clares cap als extrems.
- 5-7 espines i 35-37 radis tous a l'aleta dorsal i cap espina i 33-35 radis tous a l'anal.
- Aleta caudal arrodonida.[5][6]

## Hàbitat
És un peix d'aigua marina, bentopelàgic i de clima polar que viu entre 140 i 250 m de fondària.

## Distribució geogràfica
Es troba a l'oceà Antàrtic: l'illa de Geòrgia del Sud.

## Observacions
És inofensiu per als humans.